# Carposina
Carposina is een geslacht van vlinders van de familie Carposinidae, uit de onderfamilie Millieriinae.

## Soorten
- C. achroana Meyrick, 1883
- C. adreptella (Walker, 1864)
- C. altivaga Meyrick, 1925
- C. amalodes Meyrick, 1911
- C. anopta Diakonoff, 1990
- C. aplegia Turner, 1916
- C. apousia Clarke, 1971
- C. asbolopis Meyrick, 1928
- C. askoldana Diakonoff, 1989
- C. atlanticella Rebel, 1894
- C. atronotata Walsingham, 1907
- C. autologa Meyrick, 1910
- C. benigna Meyrick, 1913
- C. berberidella Herrich-Schäffer, 1854
- C. bicincta Walsingham, 1907
- C. biloba Davis, 1969
- C. brachycentra Meyrick, 1914
- C. bullata Meyrick, 1913
- C. candace Meyrick, 1932
- C. canescens Philpott, 1930
- C. capnarcha (Meyrick, 1938)
- C. carcinopa Meyrick, 1927
- C. cardinata (Meyrick, 1913)
- C. ceramophanes Turner, 1947
- C. cervinella Walsingham, 1907
- C. cinderella Diakonoff, 1989
- C. conobathra Meyrick, 1928
- C. contactella (Walker, 1866)
- C. coreana Kim, 1955
- C. corticella Walsingham, 1907
- C. cretata Davis, 1969
- C. crinifera Walsingham, 1907
- C. cryodana Meyrick, 1885
- C. crypsichola Meyrick, 1910
- C. chaetolopha Turner, 1926
- C. charaxias Meyrick, 1891
- C. chersodes Meyrick, 1915
- C. dascioptera Turner, 1947
- C. diampyx Diakonoff, 1989
- C. dispar Walsingham, 1907
- C. distincta Walsingham, 1907
- C. divaricata Walsingham, 1907
- C. dominicae Davis, 1969
- C. ekbatana Amsel, 1978
- C. engalactis Meyrick, 1932
- C. epomiana Meyrick, 1885
- C. eriphylla Meyrick, 1888
- C. eulopha Turner, 1916
- C. euphanes Bradley, 1956
- C. euryleuca Meyrick, 1912
- C. euschema Bradley, 1965
- C. exochana Meyrick, 1888
- C. exsanguis Meyrick, 1918
- C. fernaldana Busck, 1907
- C. ferruginea Walsingham, 1907
- C. gemmata Walsingham, 1907
- C. gigantella Rebel, 1917
- C. glauca Meyrick, 1913
- C. gonosemana Meyrick, 1882
- C. gracillima Walsingham, 1907
- C. graminicolor Walsingham, 1907
- C. graminis Walsingham, 1907
- C. herbarum Walsingham, 1907
- C. hercotis Meyrick, 1913
- C. hyperlopha Turner, 1947
- C. ignobilis Philpott, 1930
- C. impavida Meyrick, 1913
- C. inscripta Walsingham, 1907
- C. iophaea Meyrick, 1907
- C. irata Meyrick, 1914
- C. irrorata Walsingham, 1907
- C. lacerata Meyrick, 1913
- C. latebrosa Meyrick, 1910
- C. lembula (Meyrick, 1910)
- C. leptoneura Meyrick, 1920
- C. literata Philpott, 1930
- C. longipalpalis Mey, 2007
- C. loxolopha Turner, 1947

- C. maculosa Philpott, 1927
- C. marginata Philpott, 1931
- C. mauii Walsingham, 1907
- C. mediella (Walker, 1866)
- C. megalosema Diakonoff, 1949
- C. mesophaea Bradley, 1965
- C. mesospila Meyrick, 1920
- C. mimodes Meyrick, 1910
- C. mnia Diakonoff, 1954
- C. morbida Meyrick, 1912
- C. nereitis Meyrick, 1913
- C. nesolocha Meyrick, 1910
- C. neurophorella Meyrick, 1879
- C. nigromaculata Walsingham, 1907
- C. nigronotata Walsingham, 1907
- C. niponensis Walsingham, 1900
- C. olbiodora Turner, 1947
- C. olivaceonitens Walsingham, 1907
- C. orphania Meyrick, 1910
- C. ottawana Kearfott, 1907
- C. paracrinifera Clarke, 1971
- C. percicana (Matsumura, 1899)
- C. perileuca Lower, 1908
- C. petraea Meyrick, 1910
- C. philpotti Dugdale, 1971
- C. phycitana Walsingham, 1914
- C. pinarodes Meyrick, 1910
- C. piperatella Walsingham, 1907
- C. plumbeonitida Walsingham, 1907
- C. poliophara Bradley, 1965
- C. poliosticha Turner, 1947
- C. proconsularis Meyrick, 1921
- C. punctulata Walsingham, 1907
- C. pusilla Walsingham, 1907
- C. pygmaeella Walsingham, 1907
- C. roesleri Amsel, 1977
- C. rosella Kuznetsov, 1975
- C. rubophaga (Dugdale)
- C. sanctimonea Clarke, 1926
- C. sarcanthes Meyrick, 1918
- C. sasakii Matsumura, 1900
- C. saurates Meyrick, 1913
- C. scierotoxa Meyrick, 1924
- C. scirrhosella Herrich-Schäffer, 1854
- C. simulator Davis, 1969
- C. siturga Meyrick, 1912
- C. smaragdias Turner, 1916
- C. socors Meyrick, 1928
- C. solutella Walsingham, 1907
- C. stationaria Meyrick, 1928
- C. sublucida Diakonoff, 1988
- C. subolivacea Walsingham, 1907
- C. subselliata Meyrick, 1921
- C. subumbrata Walsingham, 1907
- C. sysciodes Turner, 1947
- C. tanaoptera Turner, 1947
- C. taractis Meyrick, 1910
- C. telesia Meyrick, 1910
- C. tetratoma Diakonoff, 1989
- C. thalamota Meyrick, 1909
- C. thermurga Meyrick, 1929
- C. tincta Walsingham, 1907
- C. togata Walsingham, 1907
- C. trigononotata Walsingham, 1907
- C. viridis Walsingham, 1907
- C. zymota (Meyrick, 1910)